# Puerto Rico (joc)
Puerto Rico és un joc de tauler d'estil europeu creat per Andreas Seyfarth i publicat el 2002 per Alea en versió alemanya i per Rio Grande Games en versió anglesa. Els jugadors assumeixen el paper de governadors colonials de l'illa de Puerto Rico i intenten aconseguir punts de victòria mitjançant l'enviament de mercaderies a la metròpoli i construint edificis a l'illa. El 2002 fou nomenat el millor joc a la fira de jocs d'Essen i guanyà el Deutscher Spiele Preis. Actualment és un dels jocs de tauler més ben considerats en el món dels jocs.
Puerto Rico està indicat per tres a cinc jugadors, tot i que existeix una variant per a dos jugadors. També existeix una ampliació que afegeix nous elements al joc (nous edificis). El febrer de 2004 el creador Andreas Seyfarth publicà un joc de cartes basat en el Puerto Rico, anomenat San Juan.